# HMS Formidable (67)
Авіаносець «Фомідебл» (67) (англ. HMS Formidable (67) — військовий корабель, авіаносець типу «Іластріас» Королівського військово-морського флоту Великої Британії за часів Другої світової війни.

## Історія створення
Авіаносець «Фомідебл» був закладений 27 квітня 1937 року на верфі «Harland & Wolff» у м. Белфасті. Спущений на воду 5 квітня 1939 року. Під час спуску на воду корабель зірвався зі стапеля, внаслідок чого один робітник загинув, 20 отримали поранення. Корабель отримав прізвисько «Корабель, що сам себе спустив на воду» (англ. «The Ship That Launched Herself»)

Авіаносець вступив у стрій 20 травня 1940 року.

## Історія служби
Авіаносець «Фомідебл» здійснював патрулювання в Атлантичному океані, полюючи за німецьким рейдером «адмірал Шеєр». У лютому 1941 року, коли авіаносець «Іластріас» був пошкоджений, «Фомідебл», оминувши Африку, вирушив у Середземне море. По дорозі він завдавав ударів по Італійському Сомалі. На Середземному морі авіаносець прикривав Мальтійські конвої. 17 березня та 21 квітня його літаки завдали ударів по Триполі.
28 березня під час бою біля мису Матапан торпедоносці з «Фомідебла» пошкодили лінкор «Вітторіо Венето» та важкий крейсер «Пола». Крейсер «Пола» втратив хід, і командувач італійського флоту із настанням темряви відправив йому на допомогу крейсери «Зара» та «Фіуме». Але англійці помітили італійські крейсери за допомогою радарів, наздогнали та знищили їх.
«Вітторіо Венето» вибув з ладу на 5 місяців, англійці втратили лише один літак.
25 травня «Фомідебл» вийшов з Александрії для прикриття евакуації з Криту. Наступного дня він був атакований німецькими пікірувальниками Junkers Ju 87. В корабель у неброньовані ділянки поблизу кормового та носового літако-підйомників палуби влучили дві 500-кг бомби, які вибухнули у внутрішніх відсіках. Корабель повернувся в Александрію, а звідти вирушив у США для ремонту, який проходив у Норфолку до кінця року.
Після ремонту на початку 1942 року авіаносець вирушив в Індійський океан, де діяв у складі Східного флоту. У серпні «Фомідебл» повернувся в Англію, з листопада діяв на Середземному морі. Під час висадки у Північній Африці його літаки потопили німецький підводний човен U-331.
У 1943 році «Фомідебл» прикривав висадку союзників на Сицилію та Салерно. З листопада 1943 року по травень 1944 року авіаносець перебував на ремонті у Белфасті. Після ремонту авіаносець увійшов до складу флоту метрополії, у складі якого брав участь в атаках на лінкор «Тірпіц» (17.07 та 22-29.08.1944).

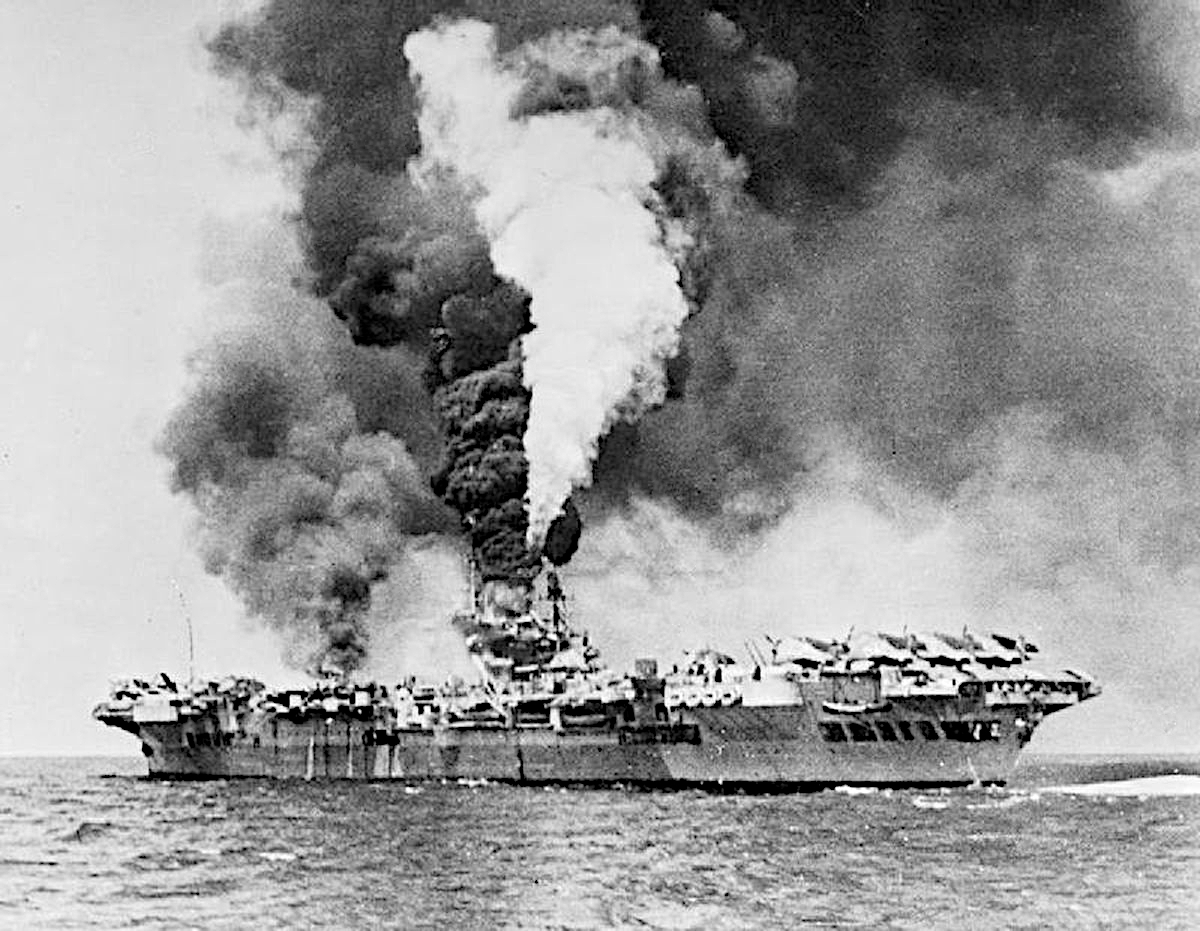
«Фомідебл» після влучання камікадзе, 4 травня 1945 року

На початку 1945 року «Фомідебл» увійшов до складу британського Тихоокеанського флоту, у складі якого взяв участь у битві за Окінаву. 4 травня, коли авіаносець завдавав ударів по японських аеродромах на островах Сакісіма, у нього врізався камікадзе з 250-кг бомбою. Внаслідок пожежі було пошкоджене радарне обладнання та знищені 11 літаків. 8 осіб загинуло, 47 — було поранено.
9 травня в авіаносець знову врізався камікадзе. Літак вибухнув у носовій частині. Він не завдав кораблю значної шкоди, але знищив 15 літаків. Ще через тиждень внаслідок випадкового займання в ангарі виникла пожежа, яка знищила 30 літаків. Через серйозні пошкодження та втрату майже всієї авіагрупи авіаносець вирушив у Сідней для ремонту. Після ремонту «Фомідебл» брав участь у бомбових ударах території Японії.
Після закінчення бойових дій авіаносець використовувався для перевезення військовослужбовців додому, здійснивши 2 рейси в Австралію. Після повернення в Англію у листопаді 1946 року корабель був виведений до резерву.
У 1949 році мала розпочатись модернізація корабля. Але виявилось, набір корпусу серйозно деформований, і модернізацію скасували. У листопаді 1953 рок авіаносець був проданий на злам.